# Elecciones municipales de Sudáfrica de 1995
Las elecciones municipales de Sudáfrica de 1995 se realizaron en la mayor parte del país el miércoles 1 de noviembre del mencionado año para escoger a las primeras autoridades locales descentralizadas del país. Fueron los primeros comicios locales celebrados después del apartheid, y la primera vez que la población sudafricana pudo elegir directamente al gobierno municipal. La participación fue muy baja, de los 22 307 511 de sudafricanos que en ese momento tenían derecho a voto, solo el 79.72 % (17 782 694) se registró para votar y solo el 48.79 % de estos votantes registrados emitió sufragio, lo que dio como resultado que solo el 39.20 % de los sudafricanos mayores de edad participara en las elecciones. Fueron las últimas elecciones antes de la sanción de la nueva constitución, y también las últimas que disputó el Partido Nacional (NP), antiguo partido del gobierno durante la época del Apartheid, antes de su renombramiento en 1997 como Nuevo Partido Nacional.
El resultado fue muy similar a las elecciones generales de 1994. El Congreso Nacional Africano (ANC), liderado por el presidente Nelson Mandela, obtuvo el 58.02 % de los votos y 6032 de los 11368 escaños de los Concejos Municipales en disputa. El Partido Nacional, liderado por el entonces vicepresidente Frederik de Klerk, quedó en segundo lugar con el 18.02 %, exactamente treinta puntos menos, y 1814 escaños. El Partido de la Libertad Inkatha (IFP), con un gran apoyo en KwaZulu-Natal, obtuvo el 8.73 % y 754 escaños. Finalmente, el Partido Demócrata (DP), si bien obtuvo algunos votos menos a nivel nacional debido a la baja participación, consiguió mejorar notoriamente su porcentaje con respecto a 1994 y quedar en cuarto lugar con un 3.48 % de los votos y 138 escaños, desplazando al quinto al Frente de la Libertad, de Constand Viljoen, que sin embargo obtuvo más concejales, con 159. Entre otros partidos minoritarios destacables, el Partido Conservador, que había sido el principal opositor durante los últimos tiempos del apartheid y representaba al sector blanco opuesto a las reformas, compitió por única vez en una elección posterior a la instauración del sufragio universal, sufriendo una obvia derrota con solo 68.595 votos y 57 escaños.
Debido a algunas disputas de demarcación de fronteras, la elección se realizó al año siguiente en Cabo Occidental y KwaZulu-Natal, que casualmente eran las únicas provincias que no gobernaba el ANC (con el NP y el IFP en el poder en ese momento). En Cabo Occidental la elección se realizó el 29 de mayo y en KwaZulu-Natal el 26 de junio de 1996. A pesar del gran parecido con los comicios de 1994, los tres principales partidos del país, que en ese momento formaban un Gobierno de Unidad Nacional, sufrieron una gran pérdida de apoyo, principalmente el NP y el IFP, que se evidenciaría en las siguientes elecciones generales.

## Resultados
|  | 58.02 % |

|  | 18.02 % |

|  | 8.73 % |

|  | 3.48 % |

|  | 2.66 % |

|  | 1.20 % |

|  | 0.79 % |

|  | 0.77 % |

|  | 4.27 % |